# هجوم التوأم الشرير

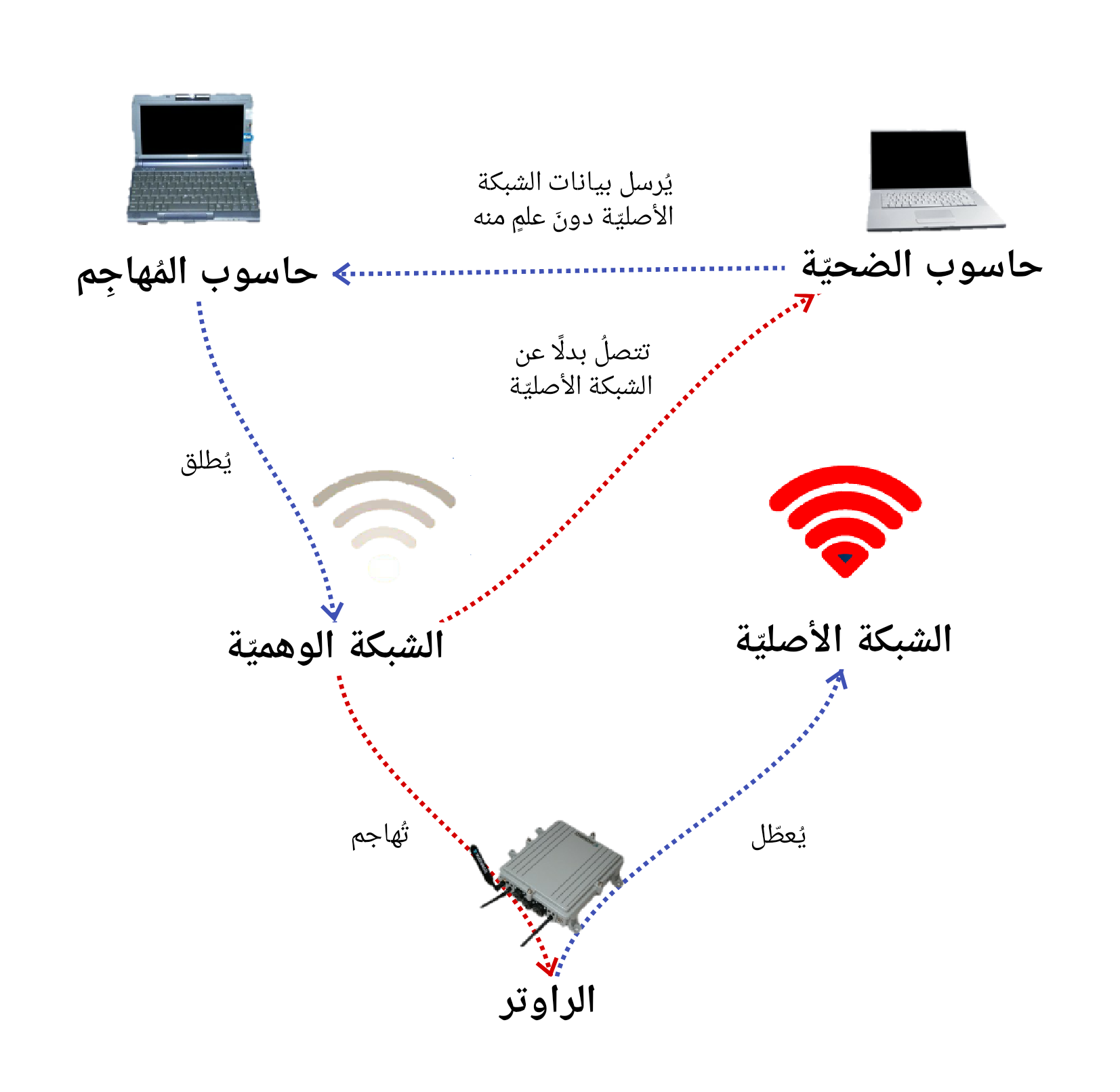
شرح مُبسّط لهجوم التوأم الشرير على الشبكات اللاسلكيّة ومن ثمّ حاسوب الضحيّة

هجوم التوأم الشرير هو هجومٌ خبيث يقومُ على إنشاء نقطة اتصال وهميّة انطلاقًا من شبكة الواي فاي الأصليّة حتى تظهرَ أنها طبيعيّة وعاديّة لكنها مُعدّة في حقيقةِ الأمر للتنصت على الاتصالات اللاسلكية بعدَ الحصول على اسم وكلمة مرور الشبكة.
يُمكن استخدام هذا النوع من الهجمات لسرقة كلمات مرور المستخدمين أو بالأحرى المتصلين بذاتِ الشبكة إما عن طريق مراقبة اتصالاتهم أو عن طريق التصيد والذي يتضمّن إنشاء موقع ويب مخادع ودفع المتصلين نحوَ الدخول إليه.

## الطريقة
يتطفّل المُهاجِم على حركة المرور على الإنترنت باستخدام نقطة وصول لاسلكية وهميّة وذلك بعدَ استهداف نقطة الوصول الرئيسية وجعلها لا تعمل. بعد هذهِ العمليّة؛ ينتقلُ المهاجم للمرحلة الثانية والتي يُحاول فيها دفع مستخدمي الشبكة العنكبوتية لتسجيل الدخول إلى خادِمه ثمّ يقومون عن غير علمٍ بإدخال معلومات حساسة مثل أسماء المستخدمين وكلمات المرور التي تصلُ بشكل مباشر للمهاجم دونَ علمِ الضحيّة.
عندما يقوم المستخدمُ أو الضحيّة بتسجيل الدخول إلى حسابهِ البنكي أو إلى بريده الإلكتروني أو إلى أيّ موقع لا يعتمدُ على بروتوكول نقل النص التشعبي الآمن؛ يعترض المهاجِم المُعاملة حيث يكون وسيطًا بين الضحيّة وبين نقطة الاتصال ما يُمكّنه من الاطلاع على كل المعلومات والبيانات غير المُشفّرة.
بشكلٍ عام يُمكن تفسير طريقة الهجوم بالتالي:
- يتم إعداد نقطة وصول وهميّة تحملُ نفس اسم الشبكة الأصليّة
- يقومُ المهاجم عبر البرنامج الذي يُهاجِم به وعادةً ما يكونُ ويفي سلاكس بتعطيل البيانات من الشبكة الأصليّة حتى لا تعمل بالكفاءة المُعتادة
- بعد تعطّل الشبكة الأصليّة تظهرُ للمتصل رسالة تُخبره بأنّ الشبكة غير متاح مؤقتًا ما يدفعهُ لتسجيل الخروج منها ومحاولة الدخول من جديد
- تقومُ الشبكة الوهميّة بالتطفل على تلكَ الأصليّة مرغمةً المُتصل على إدخال البيانات الجديدة في الشبكة الوهميّة ظنًا منه أنها هي تلكَ الأصلية
- تصلُ تلك البيانات التي أدخلها الضحيّة مباشرةً لِجهاز المُهاجِم الذي يسجلها عنده ثمّ يقوم بإنهاء عمل البرنامج ومعهُ تنتهي الشبكة الوهمية وتعودُ تلك الأصلية للعمل
- يقومُ المهاجم بالاتصال بالشبكة الأصلية التي كان قد حصل على كلّ بياناتها بمساعدةٍ من الشبكة الوهميّة ومن الضحيّة نفسه ثم يبدأُ عمليّة مراقبة البيانات بعدما ينصب نفسه وسيطًا بين المتصل وبين نقطة الاتصال.